# کنعان بانانا
کنعان بانانا (انگلیسی: Canaan Banana؛ ۵ مارس ۱۹۳۶ – ۱۰ نوامبر ۲۰۰۳) سیاست‌مدار و استاد دانشگاه اهل زیمبابوه بود.